# Флавијан Картагински
Свештеномученик Флавијан је хришћански светитељ из 3. века, ђакон и ученик Светог Кипријана Картагинског.
Мученички је пострадао 259. године са свештеником Монтаном и мученицима Лукијаном, Јулијаном, Викториком, Реном, Примолом, Донацијаном у време прогона цара Валеријана. Управо захваљујући аутентичним Флавијановим белешкама сазнаје се о подвигу ових мученика.
За Светог Флавијана тврди се да је био народу најдражи од мученика, „велики у врлини”. У служби картагинског ђакона био је вешт говорник, будући да је изучавао реторику и пре примања хришћанства поучавао пагане.
Након страдања осталих ученика Кипријанових, прокуратор мучитељ се колебао да ли да пусти Флавијана. Царски едикт је налагао да се казни само клир, а рођаци Флавијанови који су га волели су тврдили да он није ђакон, већ прост верник. Судија, који је мрзео хришћане, рекао је Флавијану да овај сам себе клевеће. Флавијан је одговорио: ко би лагао да би умро. Маса је тражила да се Флавијан стави на муке како би се утврдила истина, но њему су, као и осталима, одсекли главу.
Православна црква прославља Светог Флавијана 24. фебруара по јулијанском календару.
Његове мошти се од 2015. године чувају у српском православном манастиру Лешје код Параћина.